# Монченский, Здислав
Здислав Антоний Монченский (пол. Zdzisław Antoni Mączeński, 14 октября 1878, Спитковице — 17 июня 1961, Грыбув) — польский архитектор.

## Биография
Родился 14 октября 1878 года в Спитковицах Вадовицкого уезда в семье органиста Яна Монченского и Фелиции из Богуславских. Окончил гимназию в Вадовицах. В течение 1894—1897 закончил строительный отдел промышленной школы в Кракове. Отбывал практику в мастерской реставрации вавельской кафедры под руководством Славомира Одживольского.
В течение 1901—1913 гг. работал в Варшаве в мастерской Юзефа Дзеконского, где принял участие в проектировании большого количества храмов. Написал воспоминания об этом периоде, где тщательно перечислил все объекты, что позже позволило исследователям творчества Дзеконского четко идентифицировать его задел. Воспоминания остаются в рукописи и хранятся в собственности семьи. Польский историк искусства Кшиштоф Стефанский отмечает значительное сходство тогдашних проектов мастерской Дзеконского и самостоятельных сакральных работ Монченского, что может свидетельствовать о значительном участии последнего.э.
В 1915 году, как гражданин Австро-Венгрии, интернирован в Москву.
Представил проекты двух костелов на пятой выставке Общества поощрения изящных искусств в Варшаве в декабре 1908 — январе 1909. 1910 года экспонировал эскизы костелов на выставке польских архитекторов во Львове.
Был членом Общества опеки над памятниками прошлого. Выполнил большое количество обмеров старинных храмов на территории Польши. Результаты замеров хранятся в Институте искусства ПАН. В 1958 году в журнале «Ochrona Zabytków» написал статью, посвященную воспоминаниям о 1910—1915 годы деятельности общества. Частный архив Монченского утрачен во время Второй мировой войны.
Входил в состав жюри конкурса на проект школы имени Сташица в Варшаве (1914), здания Министерства иностранных дел в Варшаве (1929), закрытого конкурса на проект строительства здания Школы в Люблине (1931).
За строительство здания Министерства образования и религии в Варшаве отмечен в 1933 году орденом Возрождения Польши. 5 ноября 1935 года вручены золотые Академические лавровы за «выдающиеся заслуги для польского искусства в целом». Среди наград также Золотой крест за заслуги (1938), Командорский крест Ордена Возрождения Польши «за выдающуюся научную деятельность» (22 июля 1951), Штандар труда второй степени (1954), Медаль десятилетие (1955), Государственная награда второй степени за заслуги в области архитектуры (1952), Государственная награда первой степени за архитектурное творчество (1955), Золотая почетная награда Столичного Города Варшавы (1960). другие.
Работы
- Проект новой ратуши в Стрые. Выполнен для конкурса 1906 года. Отмечен похвальным листом.[17]
- Два проекта костела в стиле «Свойском» в селе Орлув-Муровани Люблинского воеводства. На конкурсе 1910 года не получили призовых мест, но один из них был отмечен.[18]
- Проект перестройки костела святой Марии Магдалины в Доброводе Свентокшиского воеводства, созданный совместно с Юзефом Дзеконским. Экспонировался 1910 года на выставке Захенти в Варшаве. Не был реализован из-за начала войны.[19]
- Участие в проектировании приходского костела в Мсцибове. Проект 1911 года, архитектор Юзеф Дзеконский. Строительство на месте разобранного старого храма продолжалось до 1930-х. От 1921 года руководил сооружением Стефан Шиллер. Не исключено, что Дзеконский переработал более давний нереализованный проект Ивана Плотникова от 1903 года.[20]
- Проект жилого односемейного дома с окружением. Созданный для выставки. Получил второе место на конкурсе Делегации польских архитекторов и Комитета выставки 1911 года. На выставке экспонировался макет.[21]
- Конкурсный проект поместья в Неговичи. 1913 год. Третье место. Жюри отметило «ясный» план, хорошие линии фасада, которые, по замыслу автора, базировались на образцах имений времен Конгрессового Королевства.[22]
- Первое место на конкурсе проектов бурсы Государственной ткацкой школы в Лодзи (1929).[23]
- Одно из трех первых мест на первом (открытом) конкурсе проектов костела Провидения в Варшаве (1930).[24] Принял также участие во втором (закрытом) конкурсе на этот же костел (1931).[25] Французский журнал L’Architecture d’aujourd’hui № 5 за 1932 год опубликовал 3 иллюстрации проекта.[26]
- Эскизный проект дома Фонда военного квартирование на улице Краковское предместье, 11 в Варшаве. Предназначен для закрытого конкурса 1933 года.[27]
- Деревянный костел святого Франциска в селе Бистшиця Подкарпатского воеводства. 1932—1935 годы, строительством руководил Павел Сикора.[28]
- Костел святого Станислава Епископа в селе Пусткув-Оседле. Проект 1938 года, реализуемый до февраля 1939. Соавтор Чеслав Пшибыльский.[29]
- Здание Министерства образования и высшего образования в стиле модернизированного классицизма на аллее Шуха в Варшаве.[30]